# Sinotilla
Sinotilla Lelej, 1995 — род ос-немок из подсемейства Mutillinae.

## Описание
Китай. У самцов 13-члениковые усики, у самок — 12-члениковые. Тело в густых волосках. Самка осы пробирается в чужое гнездо и откладывает яйца на личинок хозяина, которыми кормятся их собственные личинки

## Систематика
Первоначально был выделен гименоптерологом А.С.Лелеем на основе двух видов из рода Mutilla. Относится к трибе Smicromyrmini Bischoff, 1920.
- Sinotilla cyaneiventris (André, 1896) (=Mutilla cyaneiventris)
- Sinotilla pekiniana (André, 1905) (=Mutilla pekiniana)
- Sinotilla belokobylskiji Lelej, 1995